# Йеловяне
Йеловяне или Йеловяни (срещат се и нейотираните форми Еловяне/Еловяни, на македонска литературна норма: Јеловјане; на албански: Jellovjani, Йеловяни) е село в Северна Македония, в Община Боговине.

## География
Селото е разположено в областта Горни Полог, високо в източните склонове на Шар.

## История
В края на XIX век Йеловяне заедно със съседното Урвич е едно от двете горански села от източната страна на Шар в Тетовска каза на Османската империя. Според статистиката на Васил Кънчов („Македония. Етнография и статистика“) от 1900 година Еловяне е село, населявано от 950 българи мохамедани.
Според Афанасий Селишчев в 1929 година Еловьяне е село в Долнопалчишка община в Долноположкия срез и има 141 къщи със 725 жители българи.
Според преброяването от 2002 година селото има 599 жители.
| Националност | Всичко |
| македонци    | 5      |
| албанци      | 40     |
| турци        | 539    |
| роми         | 0      |
| власи        | 0      |
| сърби        | 0      |
| бошняци      | 8      |
| други        | 7      |